# Daisy D'ora
Baronesa Daisy von Freyberg zu Eisenberg, conocida profesionalmente como Daisy D'ora, (Potsdam, 26 de febrero de 1913 – 12 de junio de 2010) fue una reina de belleza, socialite y actriz alemana.
Proveniente de una familia aristocrática, comenzó su carrera en el cine mudo con la película La caja de Pandora (Die Büchse der Pandora), protagonizada por Louise Brooks, que se convirtió en un éxito mundial. Recibió el reconocimiento con Das verschwundene Testamant (1929), y apareció en un puñado de películas alemanas antes de abandonar el cine en 1930. Su nombre artístico fue acuñado como resultado del tabú entre las familias aristocráticas alemanas contra el uso de apellidos en las industrias principales. En mayo de 1931, participó en el concurso de belleza de Miss Alemania y en dos ocasiones en el de Miss Universo.

## Muerte
D'ora murió a los 97 años en la ciudad de Múnich. Su marido y sus hijos habían fallecido anteriormente.

## Filmografía
- La caja de Pandora (Die Büchse der Pandora) (1929)
- Das verschwundene Testamant (1929)
- El ídolo roto (Der Mann, der nicht liebt) (1929)
- Canción gitana (Es flüstert die Nacht) (1929)
- Die Halbwüchsigen (1929)
- Nur am Rhein ... (1930)